# Cucal de Sri Lanka
El cucal de Sri Lanka (Centropus chlororhynchos) és una espècie d'ocell de la família dels cucúlids (Cuculidae) que habita la selva humida i els boscos de bambú de Sri Lankai està catalogat com a Vulnerable a la Llista vermella de la UICN, ja que la petita població va disminuir a causa de la destrucció i la fragmentació dels boscos. Habita a les altes selves tropicals del sud-oest de Sri Lanka i fa el niu als arbustos. La seva posta típica és de 2–3 ous.